# Шереметев, Сергей Дмитриевич
Граф Серге́й Дми́триевич Шереме́тев (14 ноября [26 ноября] 1844, Санкт-Петербург — 17 декабря 1918, Москва) — русский общественный деятель, историк, коллекционер. Крупнейший землевладелец, ему принадлежали подмосковные Кусково, Михайловское (c 1870), Введенское (c 1884), Остафьево (с 1898), Фонтанный дом в Петербурге (с 1871). Обер-егермейстер (1904). Действительный тайный советник.
В честь него была названа железнодорожная платформа «Шереметьевская», по названию которой, в свою очередь, впоследствии был назван аэропорт Шереметьево. Таким образом, опосредованно, самый крупный в России по пассажиропотоку аэропорт назван в его честь.

## Биография
Родился в семье графа Дмитрия Николаевича Шереметева и графини Анны Сергеевны Шереметевой.
Получил домашнее образование, выдержал экзамены при Пажеском корпусе. В 1863 году в чине корнета вступил в службу в Кавалергардский полк; с 1865 года — поручик, с мая 1866 — полковой адъютант, с 1867 — штабс-ротмистр. В 1868 году в чине ротмистра был назначен адъютантом цесаревича Александра Александровича.
С 1872 года — депутат дворянства Шлиссельбургского уезда Санкт-Петербургской губернии. В 1873—1875 годах — почётный мировой судья по Шлиссельбургскому уезду; с 1874 года — полковник.
В 1876—1879 годах, в 1885—1888 годах, в 1902—1905 годах, в 1905—1908 годах, в 1908—1911 годах и в 1911—1914 годах — почётный мировой судья по Подольскому уезду Московской губернии.
Участвовал в русско-турецкой войне 1877—1878 годов в составе Рущукского отряда, которым командовал будущий император Александр III; был награждён орденом св. Владимира 3-й ст. с мечами.
С 1881 года — флигель-адъютант Александра III.

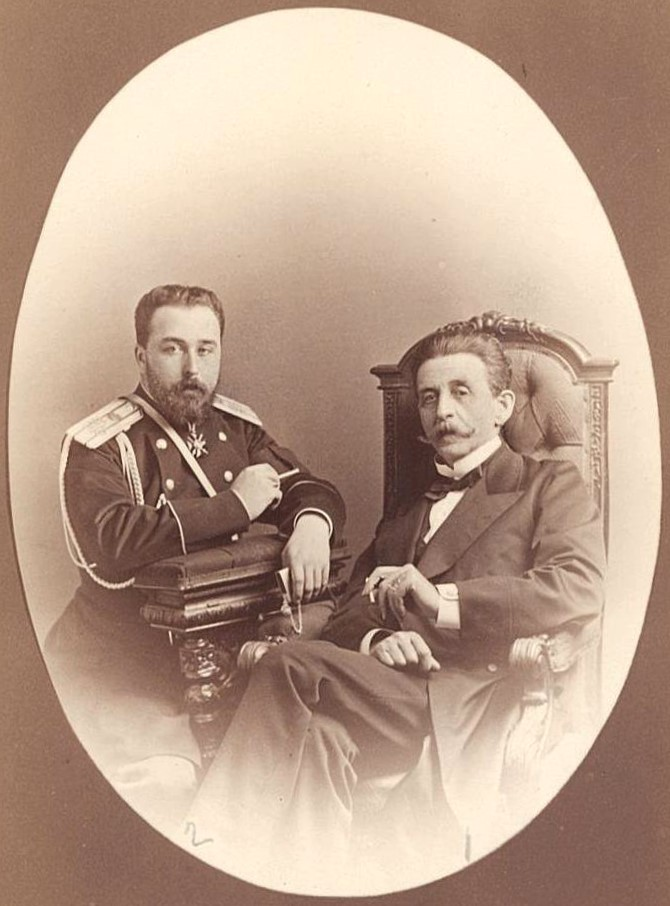
Шереметев Сергей Дмитриевич (слева) и Б. С. Шереметев. Около 1880 г.

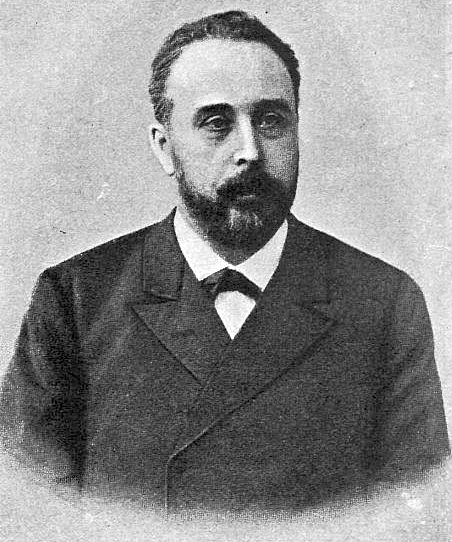
Шереметев Сергей Дмитриевич. Конец 1880-х гг.

В период с 1883 по 1894 годы был начальником Придворной певческой капеллы; с 1885 года — попечитель Дома императрицы Александры Феодоровны для призрения бедных в Санкт-Петербурге и член Совета Лицея в память цесаревича Николая; с 1890 года — почётный член Императорской Академии наук.
С 1884 года — действительный статский советник.
В 1885 году был избран московским губернским предводителем дворянства. С 1892 года — егермейстер Императорского двора. В 1897 году был назначен членом «Особого совещания по делам дворянского сословия» и в записке, поданной Императору, указывал: 

Россия развилась и создалась самостоятельно, а потому все существенное в ней является самобытным; и Церковь, при всем вселенском её значении, самобытна, и монархия её самобытна; самобытно и её дворянство: оно не чета европейскому потомству рыцарей — детищу феодализма. У нас не было феодализма, не было и замков. Наши замки — монастыри наши, светочи просвещения, двигатели колонизации, рассадники благотворительности… Законодательство наше не может не считаться с этими особенностями нашего самостоятельного развития, с этою самобытностью России.
В 1898—1904 годах и в 1910—1916 годах был почётным мировым судьёй по Звенигородскому уезду Московской губернии.
В 1900—1917 годах — член Государственного совета. В это же время — председатель Императорской археографической комиссии.
В 1900—1901 годах — председатель Комиссии по разбору и описанию архива Святейшего Синода; с 1901 года — председатель Комитета попечительства о русской иконописи и почётный попечитель Белгородской гимназии (в 1904 году был утверждён на очередное трёхлетие). С 1902 года — попечитель Краснослободского детского приюта, а с 1910 ещё и попечитель Краснослободского земского начального училища — в Трубчевском уезде Орловской губернии.
С 1904 года — обер-егермейстер Императорского двора.
В 1906—1917 годах назначался к присутствию в Государственном совете; входил в группу правых.
С 1908 года — председатель Николаевского православного братства в память цесаревича Николая Александровича; с 1910 — попечитель Ушаковской школы в Шуйском уезде Владимирской губернии; с 1911 года — попечитель Константиновского земского начального училища в Московской губернии; с 1912 года — почётный член Строительного комитета по сооружению храма в память 300-летия царствования дома Романовых и член особого комитета по устройству в Москве музея 1812 года; с 1914 года — член Романовского комитета для воспособления делу призрения сирот сельского населения без различия сословий и вероисповеданий, а равно для объединения правительственной, общественной и частной деятельности в этом направлении.
На 1 марта 1917 года он «владел состоянием, оцениваемым в 37,9 млн рублей, из которых 19 % было вложено в акции и облигации, 28 % — в городскую недвижимость и 51 % — в земли сельскохозяйственного назначения, хозяйственные постройки и скот».
Скончался в Москве в Наугольном доме на Воздвиженке. Был погребён на Новом кладбище Новоспасского монастыря, который издавна служил усыпальницей потомков Андрея Кобылы. Последними словами Шереметева были: «Я умираю с глубокой верой в Россию. Она возродится».
17 декабря 2021 года в Новоспасском монастыре почтили память графа Сергея Дмитриевича Шереметева. В храме Романа Сладкопевца была совершена заупокойная лития, по окончании которой состоялось освящение мемориальной плиты.

## Научная, культурная и общественная деятельность
В 1864—1869 годах — действительный член Петербургского собрания сельских хозяев.
В 1865—1885 годах — действительный член Российского общества покровительства животным.
В 1865 году состоял в Императорском Русскоми обществе акклиматизации животных и растений.
С 1868 года — член Санкт-Петербургского английского собрания.
С 1869 года — действительный член Русского археологического общества.
С 1873 года — действительный член Императорского Русского исторического общества.
Основатель (1877 год) и председатель (с 1888 года) Общества любителей древней письменности и инициатор создания (1895 год) и председатель Общества ревнителей русского исторического просвещения в память императора Александра III. Автор многих исторических трудов по истории Москвы, истории подмосковных усадеб. На свои средства Шереметев подготовил и издал русские летописи, грамоты, писцовые книги, исторические акты, в том числе рукописи из семейного архива, 12 томов сочинений П. А. Вяземского, «Остафьевский архив князей Вяземских» (т. 1—5), «Переписку и бумаги графа П. Б. Шереметева 1704—1722 гг.», «Архив села Кусково» и др.
С 1880 года — член, а с 1887 года — член-соревнователь Императорского Русского географического общества.
Член-учредитель (1898 год), пожизненный действительный член и товарищ председателя (1898—1903) Русского генеалогического общества.
С 1882 года — член-учредитель и действительный член Императорского православного палестинского общества.
С 1885 года — второй помощник председателя совета Православного миссионерского общества.
С 1895 года — действительный член Императорской Академии художеств.

## Семья

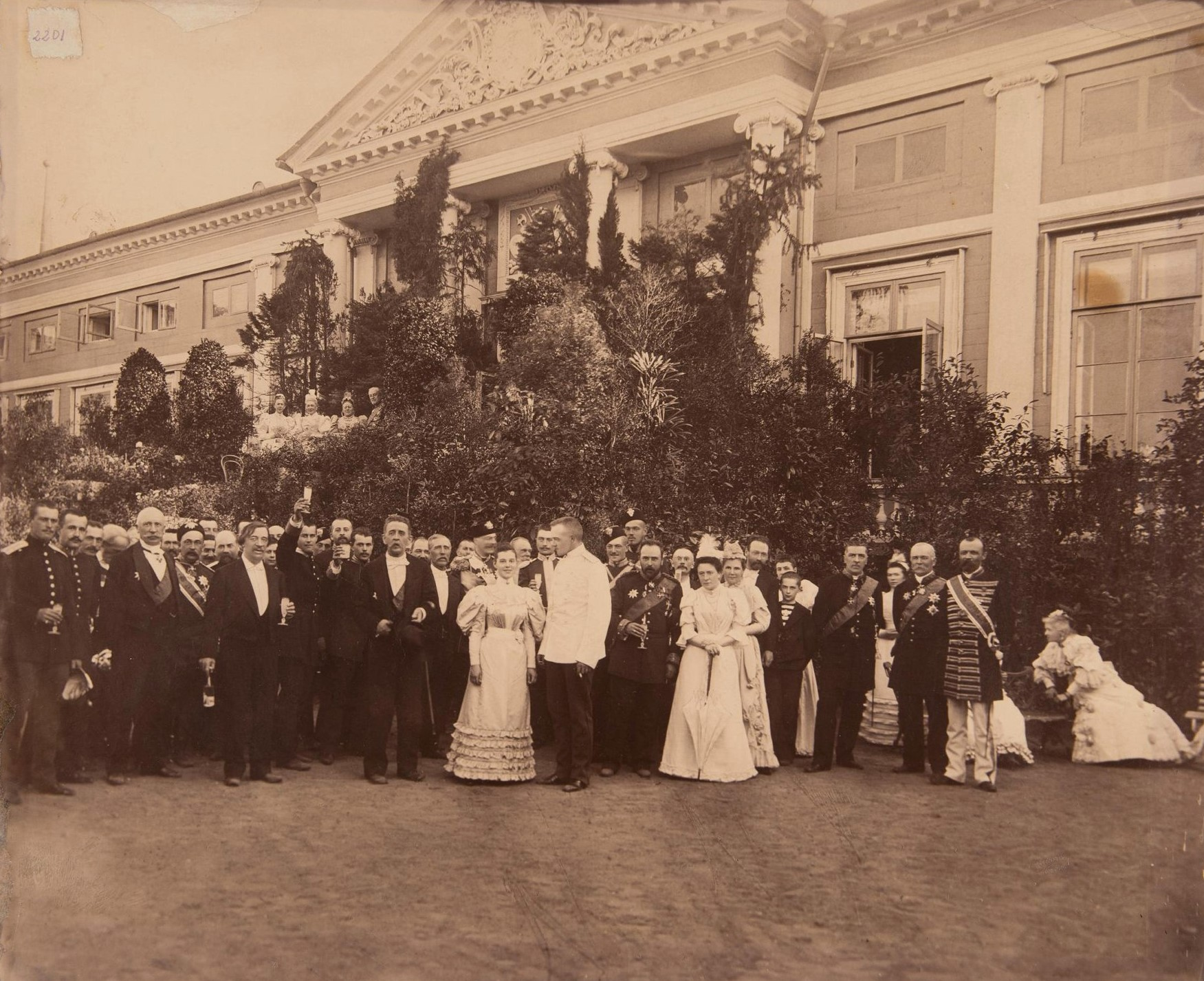
Свадьба графини Анны Шереметевой с А. П. Сабуровым. Справа от жениха — Шереметев Сергей Дмитриевич с бокалом. Усадьба Кусково, 1894 г.

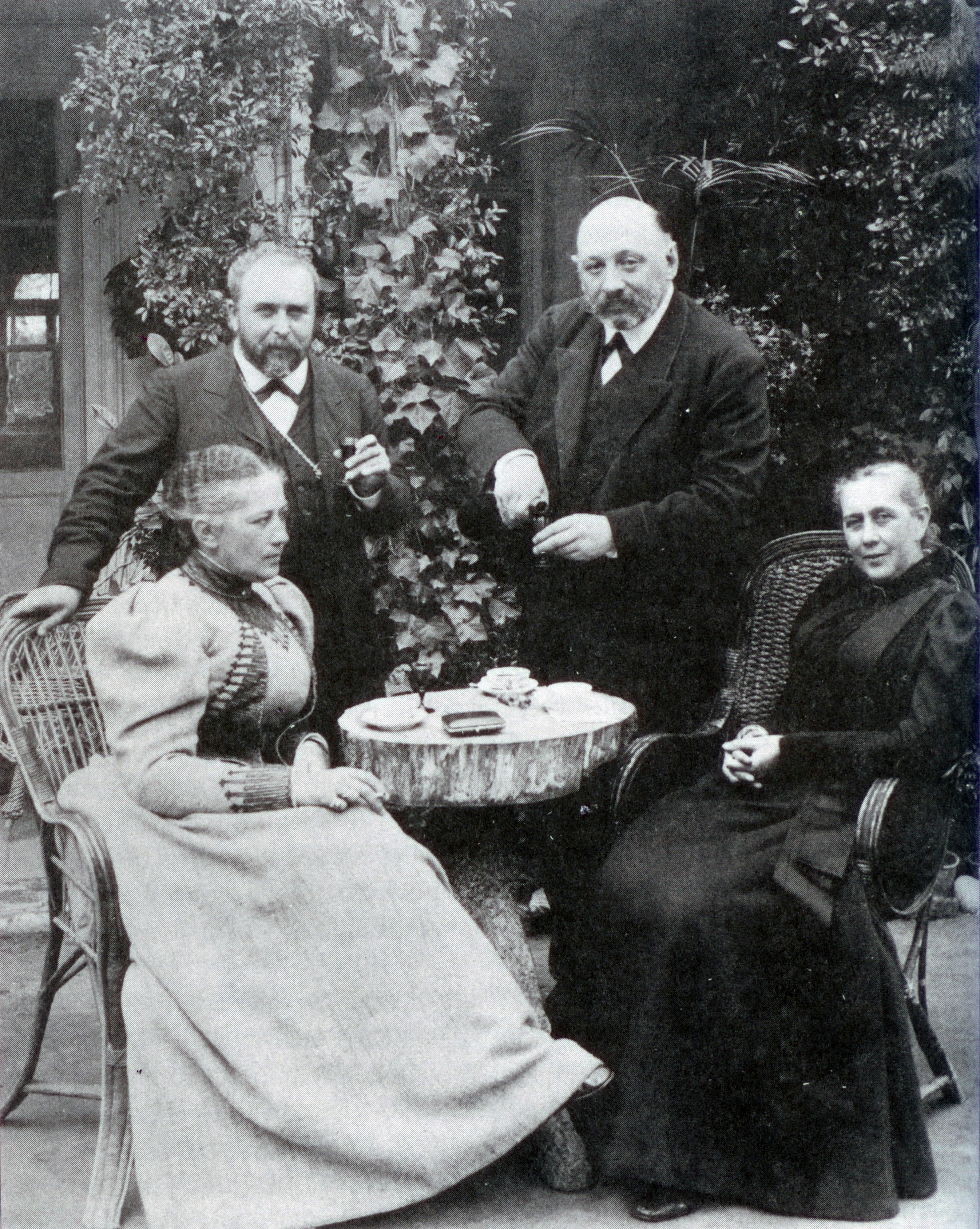
Шереметев Сергей Дмитриевич c женой и родственниками жены- сестрой Александрой Павловной, урожденной Вяземской, и ее мужем Дмитрием Сипягиным. 1897 г.

В молодости граф часто бывал в доме принца П. Ольденбургского и был принят там как родной. Он был влюблен в среднюю дочь принца — Екатерину Петровну. Слухи об этом проникли даже в иностранную прессу. К этой истории Шереметев не раз возвращается в своих мемуарах.
С 1868 года был женат на Екатерине Павловне Вяземской (1849—1929), дочери Павла Петровича Вяземского, внучке и наследнице Петра Андреевича Вяземского. Дети:
- Дмитрий (1869—1943) — женат на графине Ирине Илларионовне Воронцовой-Дашковой (1872—1959),
- Павел (1871—1943) — женат с 1921 года на княжне Прасковье Васильевне Оболенской (1883—1941),
- Борис (10.05.1872—1946? (по др.источникам — 01.12.1945) — женат на баронессе Марии-Луизе-Маргарите фон Гебль (25.12.1880—02.03 1972),
- Анна (1873—1943), наследница усадьбы Вороново — жена с 1894 года Александра Петровича Сабурова (1870—1919; расстрелян большевиками),
- Пётр (1876—1914) — женат с 1900 года на Елене Феофиловне Мейендорф (1881—1966),
- Сергей (1878—1942)
- Мария (1880—1945), наследница усадьбы Введенское — жена с 1900 года графа Александра Васильевича Гудовича (1869—1919; расстрелян большевиками),
- Екатерина (1880—1880),
- Василий (1882—1883).

Портреты детей работы И. К. Макарова, 1880-е годы
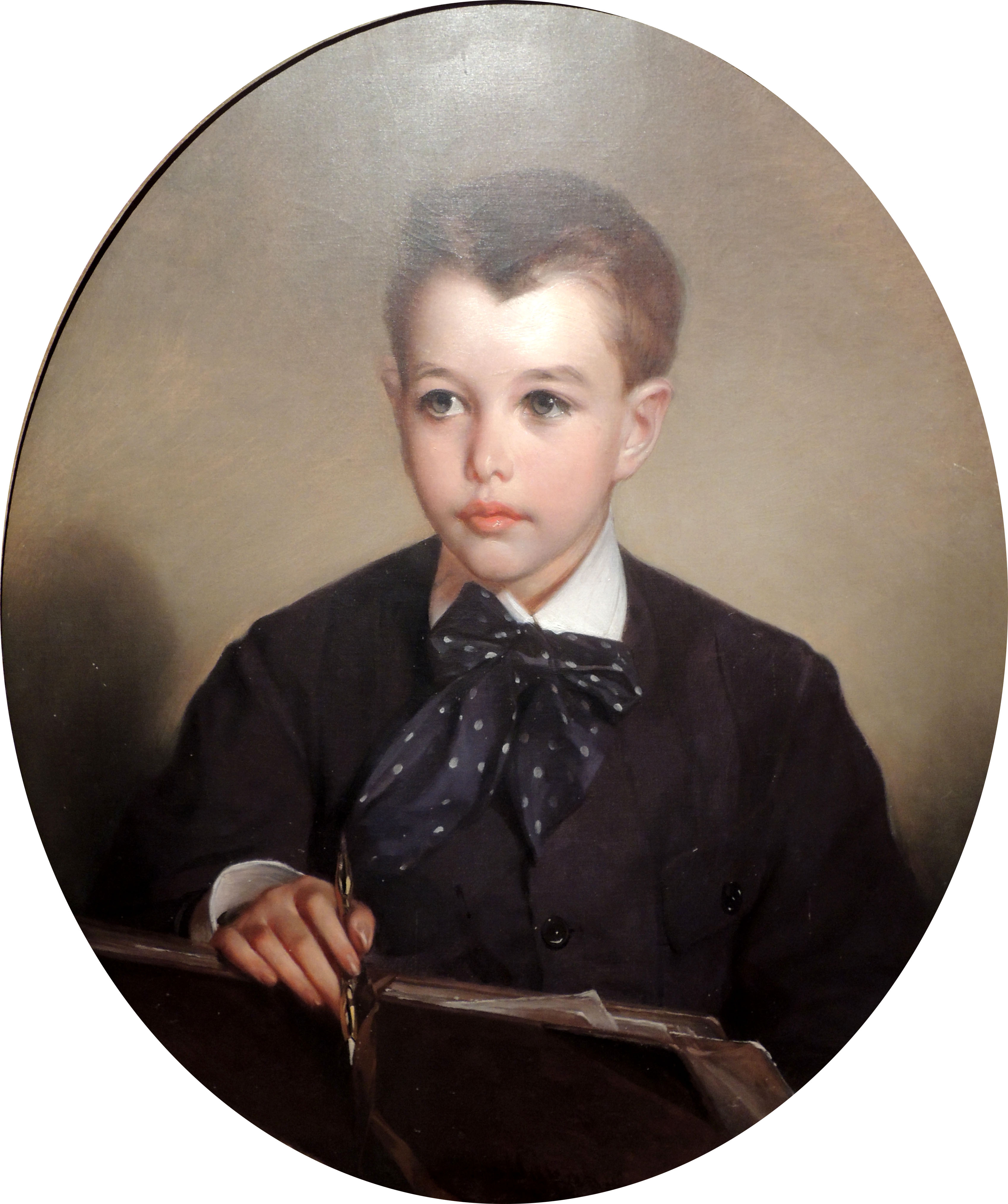
Граф Павел Сергеевич Шереметев в детстве
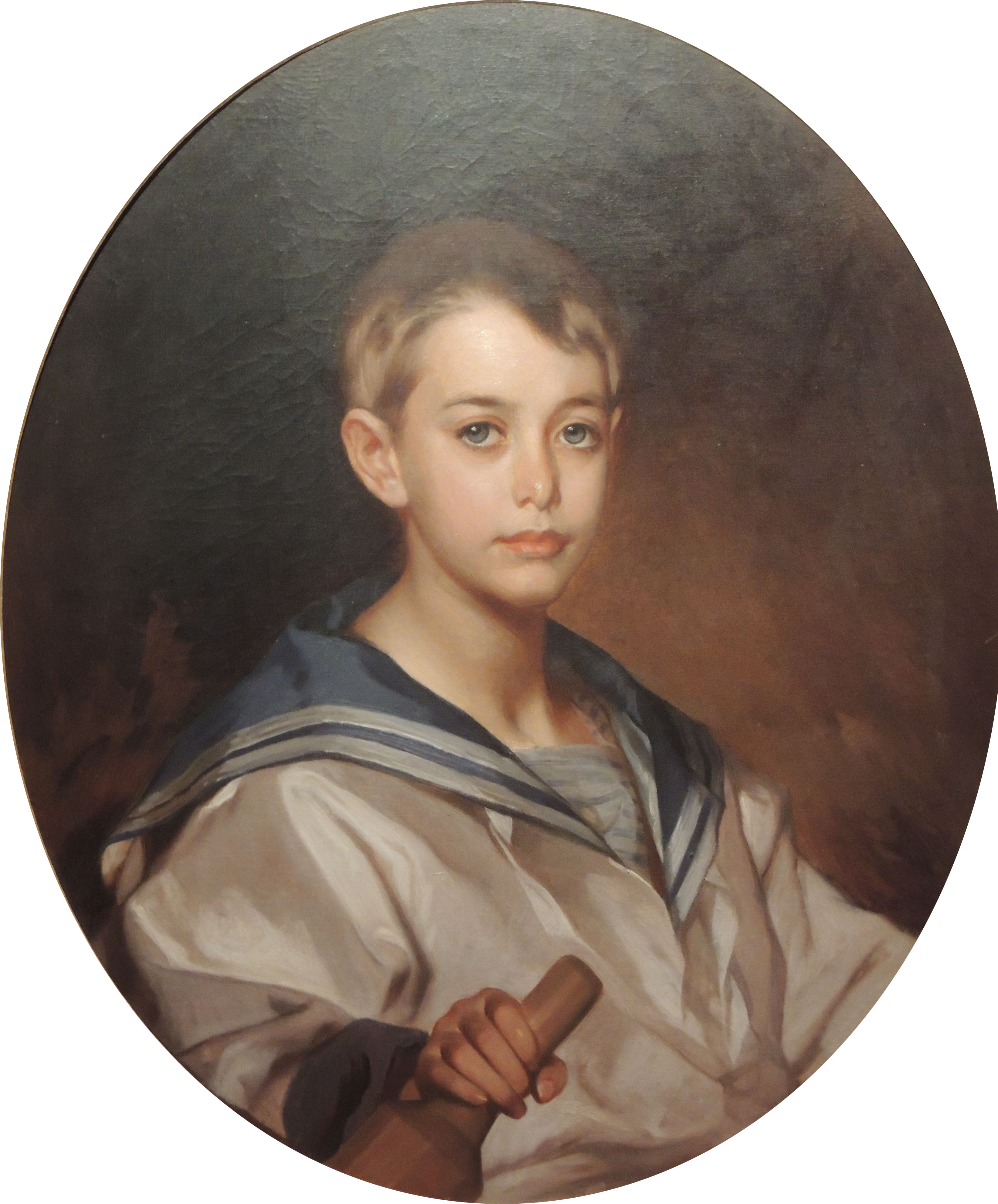
Граф Борис Сергеевич Шереметев в детстве
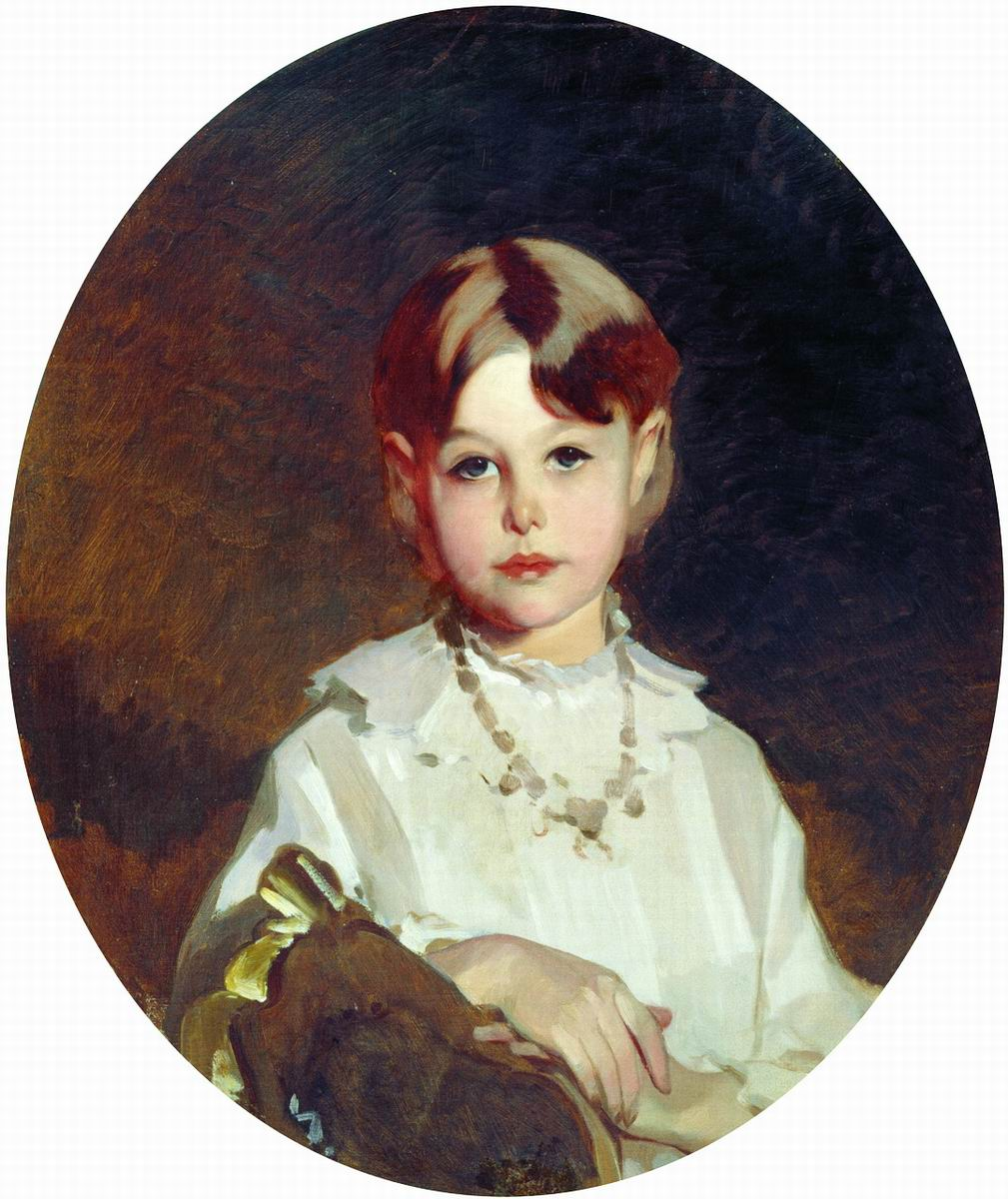
Графиня Анна Сергеевна Шереметева в детстве
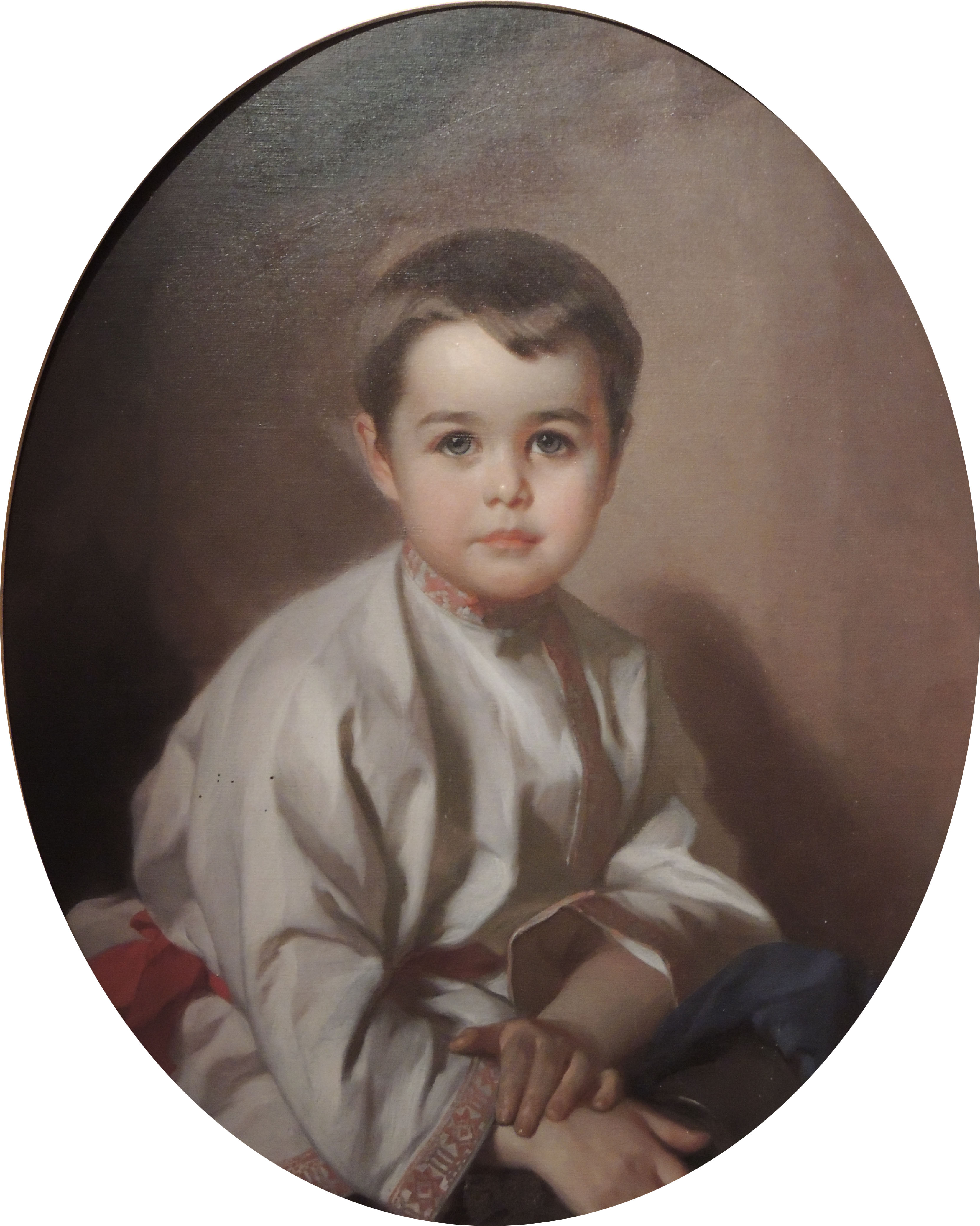
Граф Пётр Сергеевич Шереметев в детстве
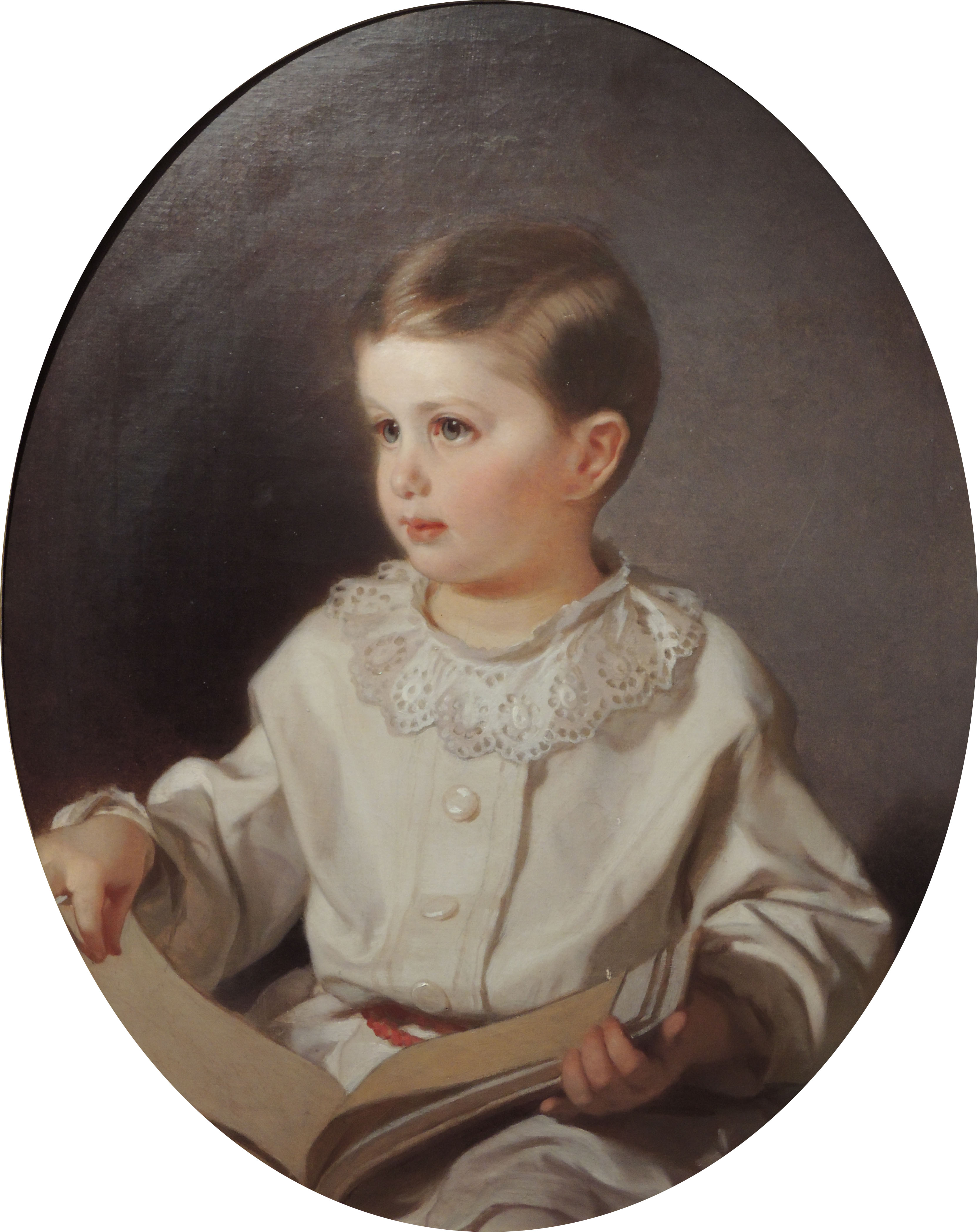
Граф Сергей Сергеевич Шереметев в детстве
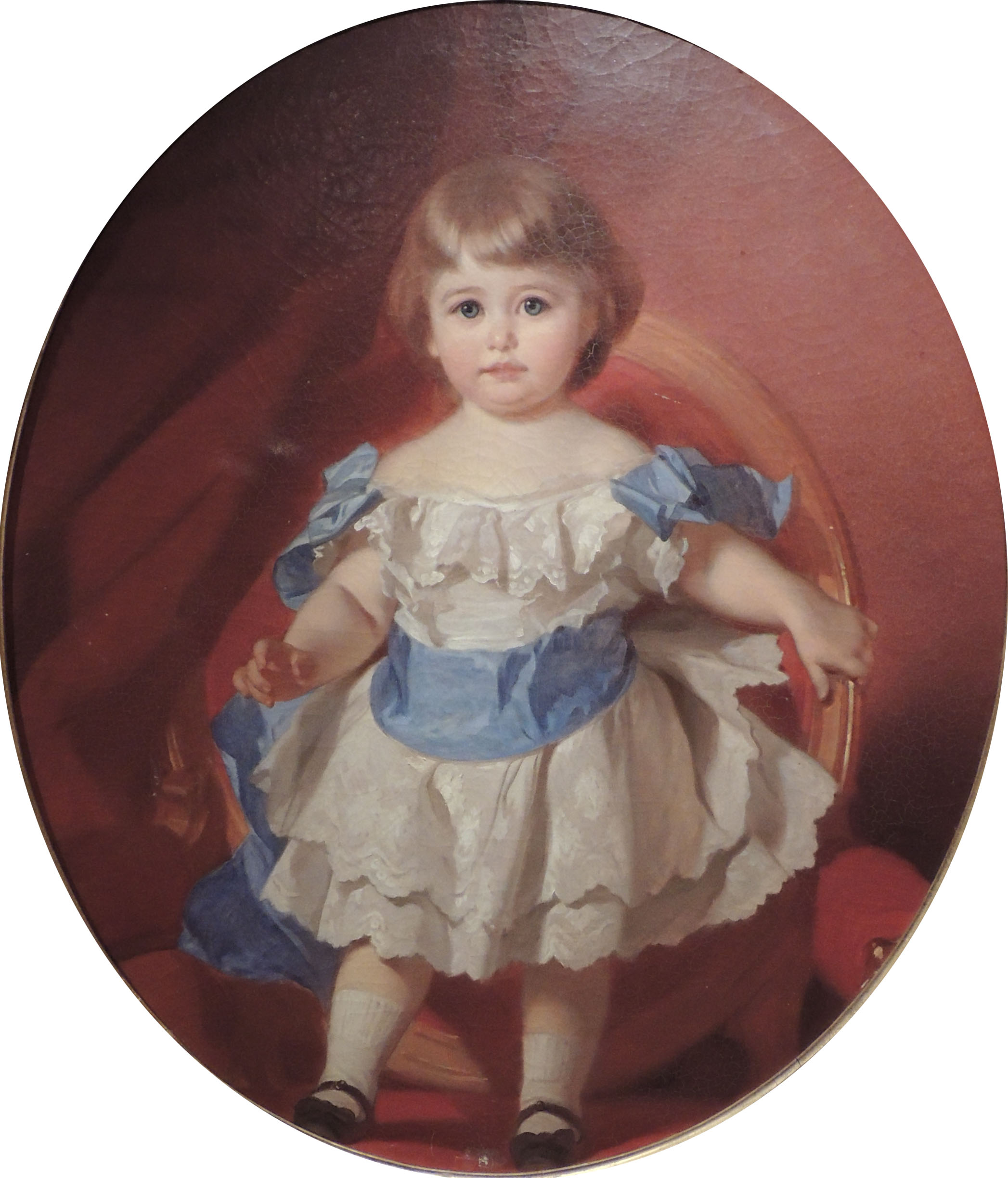
Графиня Мария Сергеевна Шереметева в детстве

## Награды

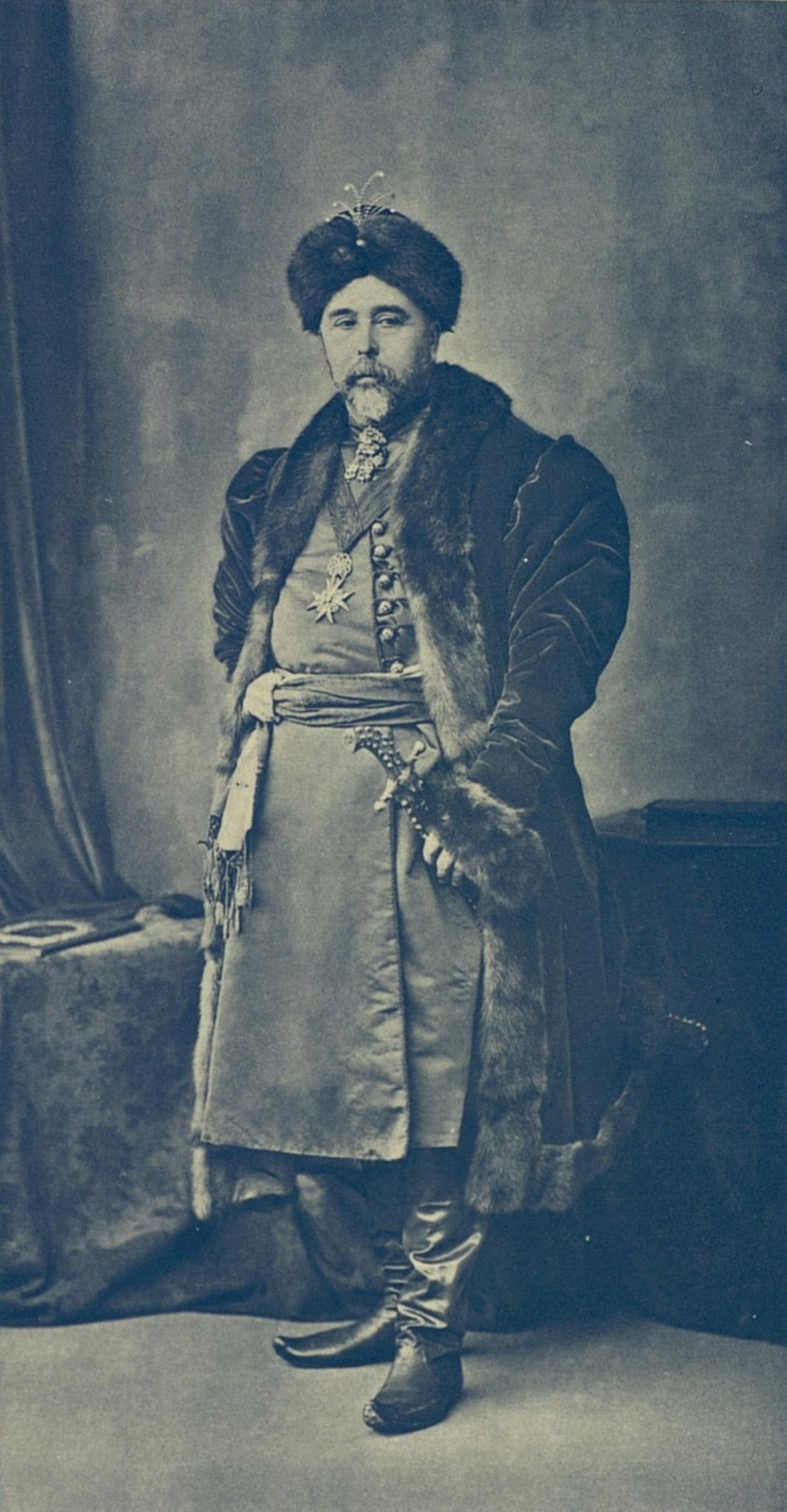
На костюмированном балу 1903 года

- Орден Святой Анны 3 степени (1868 год);
- Орден Святого Станислава 2 степени (1870 год);
- Орден Святого Владимира 4 степени (1872 год);
- Орден Святой Анны 2 степени (1875 год);
- Орден Святого Владимира 3 степени с мечами (1878 год);
- Орден Святого Станислава 1 степени (1886 год);
- Орден Святой Анны 1 степени (1889 год);
- Орден Святого Владимира 2 степени (1896 год);
- Орден Белого орла (1905 год);
- Орден Святого Александра Невского (1910 год);
- Алмазные знаки к ордену Святого Александра Невского (1913 год);
- Орден Святого Владимира 1 степени (1916 год).
- Медаль «В память Русско-Турецкой войны 1877—1878 гг.» (1878 год)
- Медаль «В память коронации императора Александра III» (1884 год);
- Медаль «В память царствования императора Александра III» (1896 год);
- Медаль «В память коронации Императора Николая II» (1896 год);
- Медаль «В память 200-летия Полтавской битвы» (1909 год);
- Медаль «В память 25-летия церковных школ» (1910 год);
- Медаль «В память 100-летия Отечественной войны 1812 г.» (1912 год);
- Медаль «В память 300-летия царствования дома Романовых» (1913 год).
- 3 знака отличия Российского общества Красного креста (1897 год, 2 в 1907 году);
- Серебряный нагрудный знак за участие в трудах комитета по сооружению храма в память 300-летия дома Романовых (1913 год);
- Нагрудный знак для лиц, приносивших Их Императорским Величествам личные верноподданные поздравления по случаю 300-летия дома Романовых (1913 год);
- Романовский знак отличия по сельскому хозяйству 1 степени (1914 год);
- Золотой нагрудный знак в память 50-летия Положения о губернских и уездных земских учреждений (1914 год).

Иностранные:
- ольденбургский Орден Заслуг герцога Петра-Фридриха-Людвига (1868 год);
- датский Орден Данеброг, кавалер 1 класса (1871 год);
- прусский Орден Красного орла 3 степени (1873 год);
- датский Орден Данеброг, командор (1875 год);
- австрийский Орден Леопольда 2 степени (1875 год);
- датский Орден Данеброг, большой крест (1879 год);
- черногорский Орден Князя Даниила I 1 степени (1879 год);
- османский Орден Меджидие 1 степени (1900 год);
- болгарский Орден Святого Александра 1 степени (1911 год).

## Почётные звания
- Почётный член Общества древнерусского искусства при Московском публичном и Румянцевском музеях (1878 год).
- Почётный гражданин Иваново-Вознесенска (1879 год).
- Почётный член Императорского общества истории и древностей российских при Императорском Московском университете (1883 год).
- Почётный гражданин Подольска (1890 год).
- Почётный член Петербургской академии наук (1890 год).
- Почётный член Русского археологического института в Константинополе (1895 год)
- Почётный член Исторического общества Нестора-летописца в Киеве (1895 год).
- Почётный член Псковского археологического общества (1897 год)
- Член-корреспондент Национальной академии в Реймсе (Франция, 1900 год)
- Член Археологического общества сохранения и описания исторических памятников в Канне (Нормандия) (Франция, 1900 год)
- Почётный член Петровского общества исследователей астраханского края (1900 год)
- Пожизненный почётный член Московского дворянского института для девиц благородного звания (1901 год)
- Почётный член Общества вспомоществования нуждающимся учащимся в мужских и женских гимназиях Белгорода (1902 год)
- Почётный член национальной академии в Реймсе (Франция, 1903 год)
- Почётный член Московской духовной академии (1903 год)
- Почётный член Российского общества сельскохозяйственного птицеводства (1904 год)
- Почётный член Общества школьных дач для петербургских средних учебных заведений (1904 год)
- Пожизненный почётный член Михайловского (Курская губерния) сельского попечительства детских приютов (1904 год)
- Почётный член Московского археологического института (1907 год)
- Почётный член Археологического комитета при Гаворонском археологическом музее имени Петра I (1910 год)
- Почётный член Шереметевской вольной пожарной дружины (Раненбургский уезд, Рязанская губерния) (1910 год)
- Почётный член Московского публичного и Румянцевского музеев (1913 год)
- Почётный член Одесского общества истории и древностей (1913 год)
- Почётный член Императорского Санкт-Петербургского университета (1913 год)
- Почётный член Императорской Публичной библиотеки (1914 год)
- Почётный член Санкт-Петербургской духовной академии (1914 год)

## Труды
- «Князь Павел Петрович Вяземский. Воспоминания 1868—1888 годов» (СПб., 1888);
- «Остафьево» (1889);
- «Владимир Петрович Горчаков» (1891);
- «Бостиково и Оленьково» (1889);
- «Василий Сергеевич Шереметев» (1890);
- «Зарайск» (1891);
- «Саввин Сторожевский монастырь» (1891);
- «Воспоминания детства» (1891);
- «Старая Воздвиженка» (1892);
- «Памяти Саввы, архиепископа Тверского и Кашинского» (1896);
- «Воспоминания, 1853—1861 гг.»; «Воспоминания, 1863—1868 гг.»; «Воспоминания, 1870—1873 гг.» (1898—1899);
- «Отголоски XVIII века» (М., 1896—1901 г.; 14 выпусков);
  - «Выпуск IV» (1897);
  - «Выпуск V» (1897);
  - «Выпуск VI. Две калмычки» (1899);
  - «Выпуск XI. Время императора Павла. 1796—1800 годы» (1905);
- «Грамоты с подписями Бориса, Дмитрия и Степана Годуновых» (М., 1897);
- «Граф Михаил Николаевич Муравьев и его дочь» (СПб., 1892);
- «Псково-Печерский монастырь» (СПб., 1895);
- «Кусково» (СПб., 1898);
- «Иосифов Волоколамский монастырь» (СПб., 1899);
- «Константинополь: Путевые заметки» (СПб., 1900);
- «Столетние отголоски, 1801—1901 г.» (Москва, 1901—1902);
- «Татево» (М., 1900);
- «Боровский Пафнутьев монастырь» (1897);
- «Домашняя старина» (1900);
- «Архив села Михайловского» (СПб., 1900); здесь Шереметеву принадлежит статья «Алехан»
- «Белая Колпь» (1902);
- «Московские воспоминания», в. 1—2, М., 1901—03, и др..
- «Воздвиженский наугольный дом сто лет назад (Вып. 1)» М., 1899—1904)
- «Воздвиженский наугольный дом сто лет назад (Вып. 2)» М., 1899—1904)
- «Князь Василий Иванович Шуйский» (1906);
- «Михайловское» (1906);
- «Романов двор на Воздвиженке» (М., 1892—1911)
- «В дороге : Вып. 1-6.» — М., 1902—1907 Архивная копия от 15 марта 2017 на Wayback Machine
- «Ближняя дума царя Феодора Ивановича.» — М., 1910 — 74 с. Архивная копия от 23 октября 2016 на Wayback Machine
- Заметка по поводу Семибоярщины. — М.: Т-во Печатня С. П. Яковлева, 1910. — 21 с.
- «Юрьев-Польский и романовские вотчины Смердово и Клины» (1912);
- «Екатерина Васильевна Шереметева» (1915)
- Воспоминания об Андрее Николаевиче Муравьеве Архивная копия от 12 июля 2015 на Wayback Machine

## Журнальные публикации
- Борисовка // Русский архив, 1892. — Кн. 3. — Вып. 10. — С. 199—203. Архивная копия от 6 июня 2009 на Wayback Machine
- Татьяна Васильевна Шлыкова. 1773—1863 // Русский архив, 1889. — Кн. 1. — Вып. 3. — С. 506—522. Архивная копия от 3 ноября 2013 на Wayback Machine